# Indywidualne Mistrzostwa Europy w Ice Speedwayu 2023
Indywidualne Mistrzostwa Europy w ice speedwayu 2023 – turniej w wyścigach motocyklowych na lodzie, mający na celu wyłonienie medalistów indywidualnych mistrzostw Europy w sezonie 2023. Tytuł po raz drugi wywalczył Austriak, Franz Zorn.

## Zasady
Turniej rozegrany został w formie dwudniowego finału na torze łyżwiarskim Błonie, który gościł jedną z rund cyklu mistrzowskiego w 2022. O tytuł indywidualnego mistrza Europy walczono w Sanoku także w 2008 roku.
Obowiązywała wprowadzona w 2020 roku tabela biegowa, składająca się z 20 biegów serii zasadniczej, wyścigu ostatniej szansy dla zawodników z miejsc 3–6. oraz finału w którym udział bierze po dwóch najlepszych zawodników serii zasadniczej i wyścigu ostatniej szansy. O ostatecznej kolejności zdecydowała suma punktów zgromadzona przez dwa dni zawodów.

## Zawodnicy
Po 2 nominacje na mistrzostwa otrzymały reprezentacje Austrii, Czech, Finlandii, Holandii, Niemiec i Szwecji, po jednej reprezentacje Norwegii, Polski, Wielkiej Brytanii i Włoch. Ponadto reprezentacjom Czech i Szwecji przypadło nominowanie zawodników rezerwowych. W zawodach nie wzięli udziału zawodnicy z Rosji, 5 marca 2022 roku Międzynarodowa Federacja Motocyklowa (FIM) podjęła decyzję o zawieszeniu ich licencji, z uwagi na prowadzoną przez ten kraj inwazję zbrojną na Ukrainę. Ze względu na nieobsadzenie w zawodach reprezentanta Wielkiej Brytanii, jego miejsce zajął pierwszy rezerwowy, Szwed, Jimmy Hörnell. Mający pełnić funkcję drugiego rezerwowego Andrej Diviš został pierwszym oczekującym, zaś drugim z nich został Markus Jell.

### Numery startowe
| (1) Max Koivula (2) Michał Knapp (3) Benedikt Monn (4) Luca Bauer (5) Lukáš Hutla (6) Dennis Andersson (7) Sebastian Reitsma (8) Jimmy Olsén | (9) Franz Zorn (10) Jo Sætre (11) Tomi Norola (12) Jan Klatovský (13) Niek Schaap (14) Jimmy Hörnell (15) Harald Simon (16) Marc Geyer |

### Rezerwowi
(17)  Andrej Diviš
(18)  Markus Jell

## Klasyfikacja końcowa
| Poz | Zawodnik          | 1  | 2  | Punkty |
| --- | ----------------- | -- | -- | ------ |
| 1   | Franz Zorn        | 18 | 17 | 35     |
| 2   | Luca Bauer        | 15 | 17 | 32     |
| 3   | Jimmy Olsen       | 12 | 11 | 23     |
| 4   | Lukáš Hutla       | 10 | 11 | 21     |
| 5   | Harald Simon      | 12 | 8  | 20     |
| 6   | Max Koivula       | 8  | 10 | 18     |
| 7   | Jan Klatovský     | 8  | 8  | 16     |
| 8   | Benedikt Monn     | 6  | 8  | 14     |
| 9   | Sebastian Reitsma | 6  | 8  | 14     |
| 10  | Tomi Norola       | 4  | 6  | 10     |
| 11  | Marc Geyer        | 4  | 6  | 10     |
| 12  | Jo Saetre         | 5  | 5  | 10     |
| 13  | Jimmy Hörnell     | 7  | 3  | 10     |
| 14  | Niek Schaap       | 5  | 2  | 7      |
| 15  | Dennis Andersson  | 4  | 0  | 4      |
| 16  | Andrej Diviš      | ns | 2  | 2      |
| 17  | Markus Jell       | ns | 1  | 1      |
| 18  | Michał Knapp      | 1  | 0  | 1      |